# 普羅紹維采

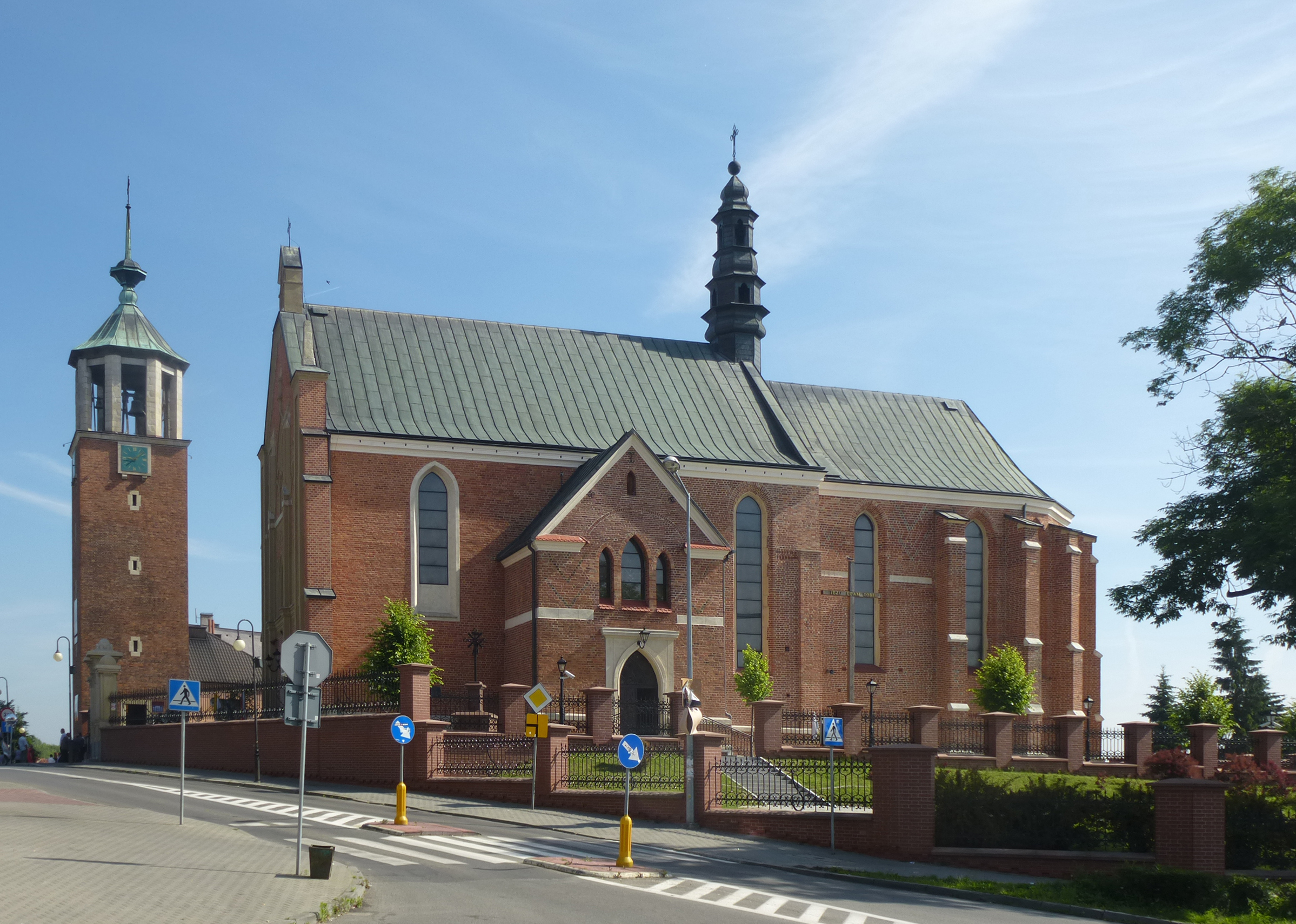

普羅紹維采是波蘭的城鎮，位於該國南部，距離首府克拉科夫24公里，由小波蘭省負責管轄，面積7.21平方公里，是該地區農產品的貿易中心，2006年人口6,205。

## 外部連結
- Jewish Community in Proszowice （页面存档备份，存于） on Virtual Shtetl

50°12′N 20°18′E / 50.200°N 20.300°E